# تانغ تسان
تانغ تسان (بالصينية: 汤灿) هي مطربة صينية ولدت في مدينة تشوتشو بمقاطعة هونان، درست غناء القوميات في معهد الموسيقى بووهان، وبعد ذلك، التحقت بفرقة الموسيقى والرقص الصينية، وعملت فيها مطربة منفردة. فازت بجائزة المطرب الممتاز في المسابقة التلفزيوني السابع للمطربين الشباب المحترفين لغناء القوميات، وفازت بالمرتبة الثانية والمرتبة الثالثة والمرتبة الممتازة من خلال أداء أغاني بعنوان «تحقق الحلم الجميل» و«أخت أسرة الصيادين» و«هناك فترة جميلة» على التوالي في الدورة الخامسة من المسابقة الموسيقية التلفزيونية لكأس «كانغ جيا». فازت تانغ تسان بجائزة «جين هاو» وجائزة الفن بالإذاعة في الدورة الأولى لاختيار المطربين الأكثر شعبية في أنحاء البلاد التي نظمتها الهيئة العامة الصينية للإذاعة والسينما والتلفزيون.